# Anisozyga eucalypti
Anisozyga eucalypti là một loài bướm đêm trong họ Geometridae.